# Venserpolder (metrostation)
Venserpolder is een station van de Amsterdamse metro, gelegen tussen de Amsterdamse wijk Venserpolder (stadsdeel Zuidoost) en de plaatsen Duivendrecht en Diemen. Het op een spoordijk gelegen station opende op 14 oktober 1977 en maakt deel uit van Gaasperplaslijn 53.
Tussen de stationshal van Venserpolder en de naastliggende viaducten van NS bevindt zich een sculptuur, bestaande uit een hangende en een staande stalen balk met daarin opgenomen verlichting. Deze verlichting is sinds een aantal jaren defect en sindsdien nooit meer gerepareerd. Het kunstwerk is in 1979 vervaardigd door Michel Somers.

## Geschiedenis
In de nacht van 13 op 14 februari 1975 werd bij het in aanbouw zijnde station een groepje van drie mannen gearresteerd dat van plan was op het station een bomaanslag te plegen om zo de tegenstanders van de metro in de Nieuwmarktbuurt in diskrediet te brengen. Aanvoerder was Joop Baank, die lid was van de Partij Nieuw Rechts. De bom was geleverd door een medewerker van TNO. De politie was van het plan op de hoogte geraakt doordat Baank het telefonisch had besproken met Max Lewin, de voorzitter van Nieuw Rechts, wiens telefoon door de Binnenlandse Veiligheidsdienst werd afgeluisterd.
Het lettertype voor de in- en uitgangen, die gebakken werden door Koninklijke Tichelaar is afkomstig van René Knip, die zichzelf echter ziet als grafisch ontwerper en niet als kunstenaar ("Ik ben geen kunstenaar hoor"). De belettering van de stationsborden is ontworpen door Gerard Unger (M.O.L.).

## Galerij

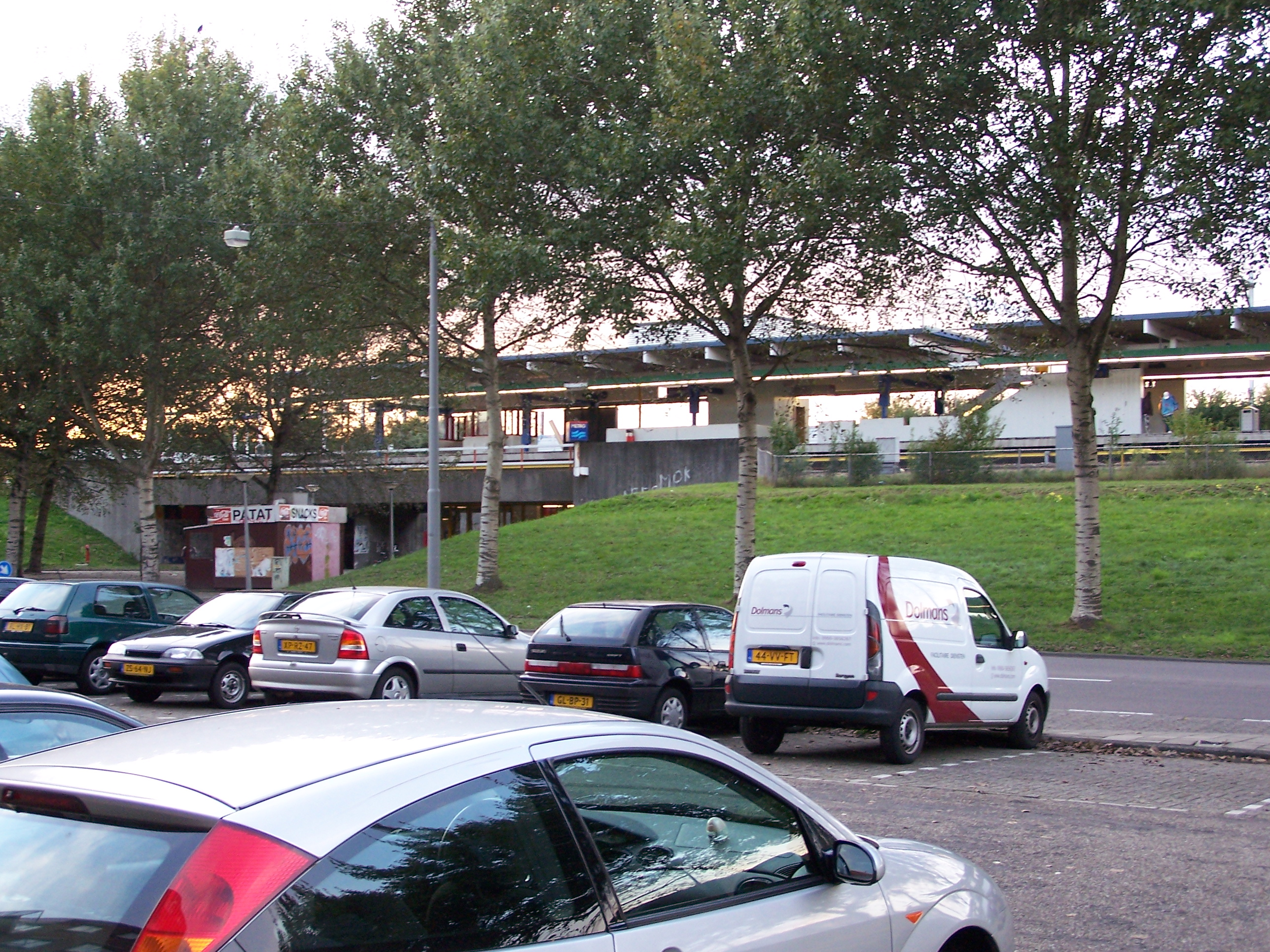
2005, buitenaanzicht vanuit het zuiden
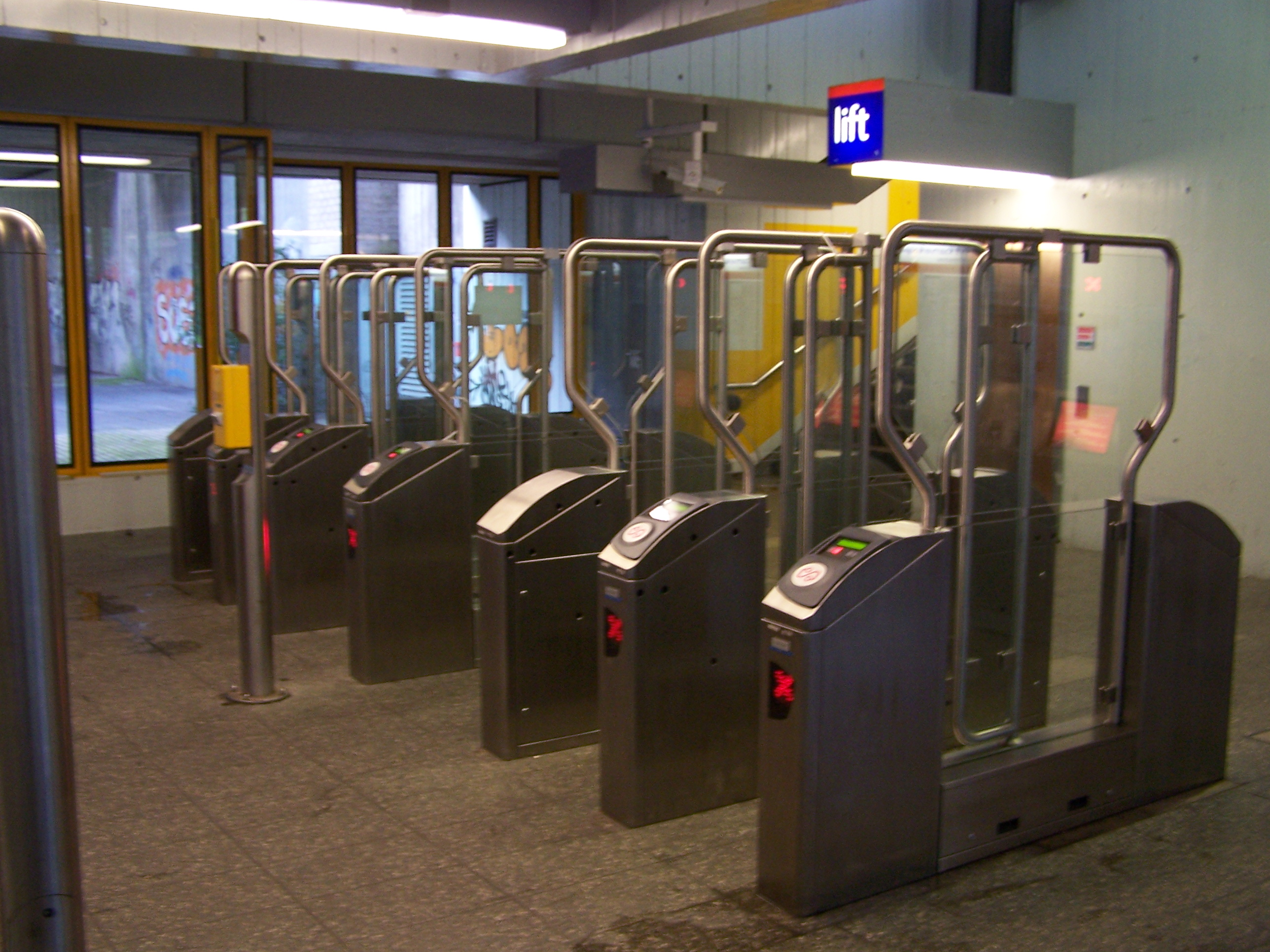
2005, stationshal met tourniquets
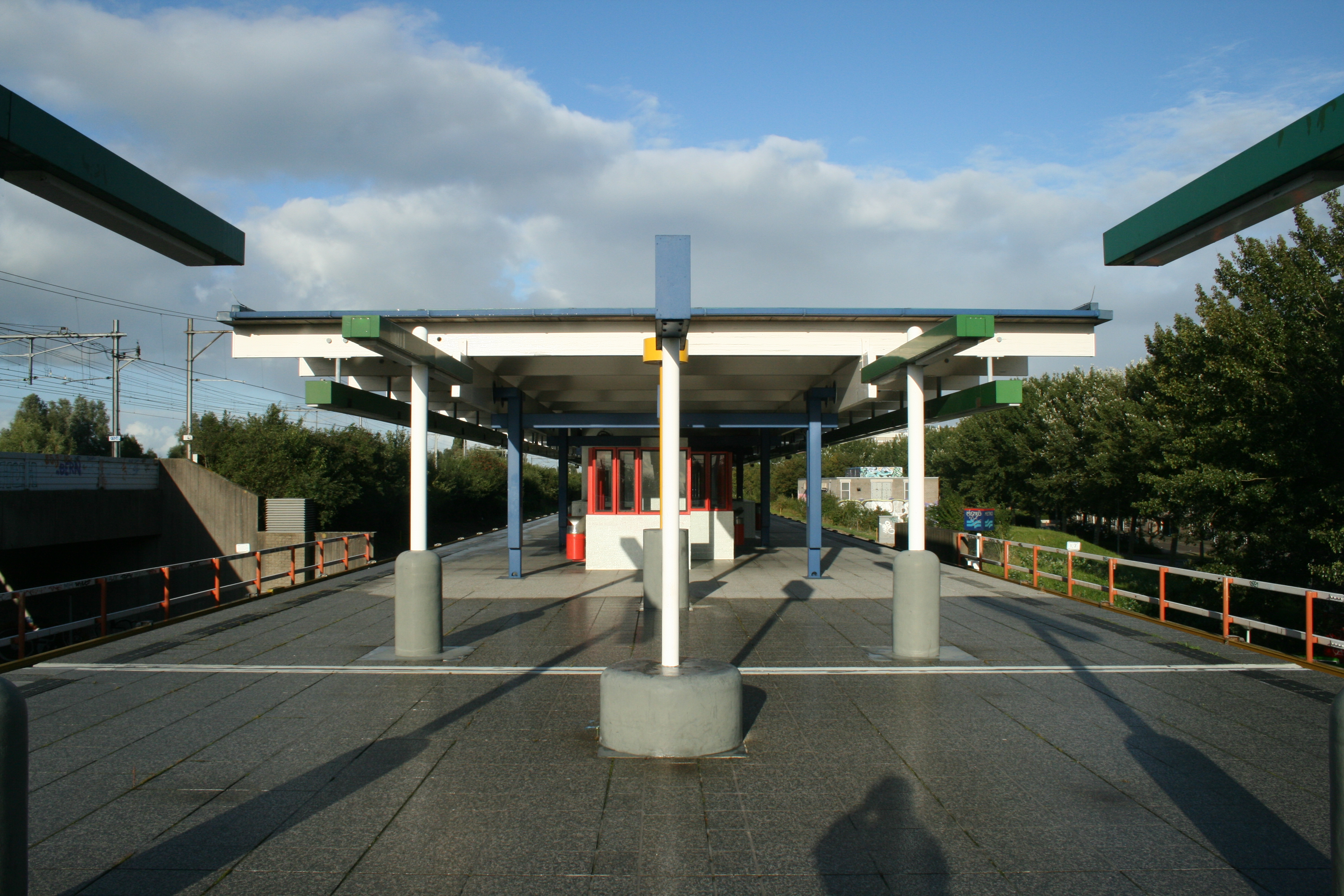
2007, overzicht perron vanaf westzijde
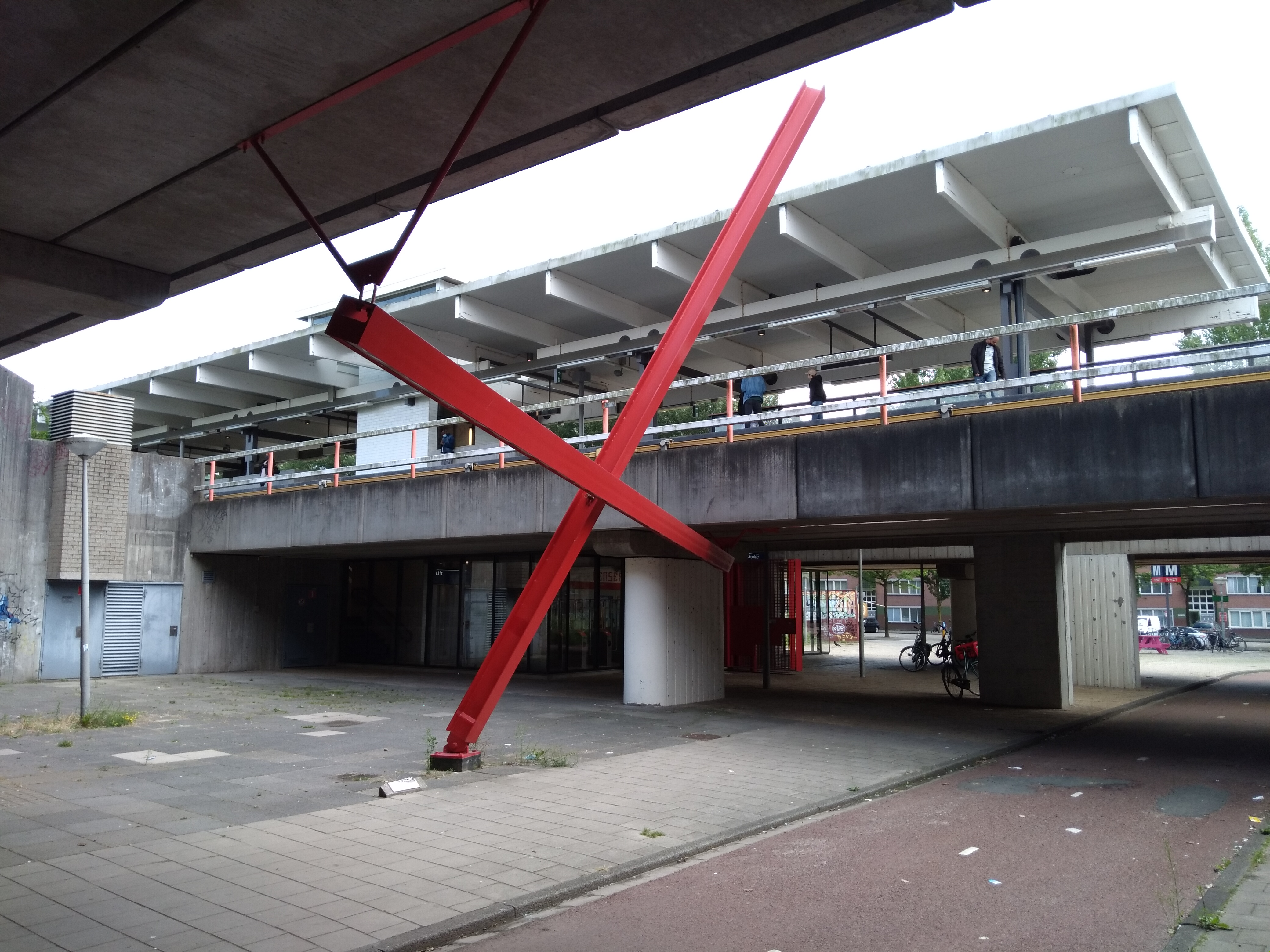
2011, beeld Kruis door Michel Somers